# Maurice Utrillo

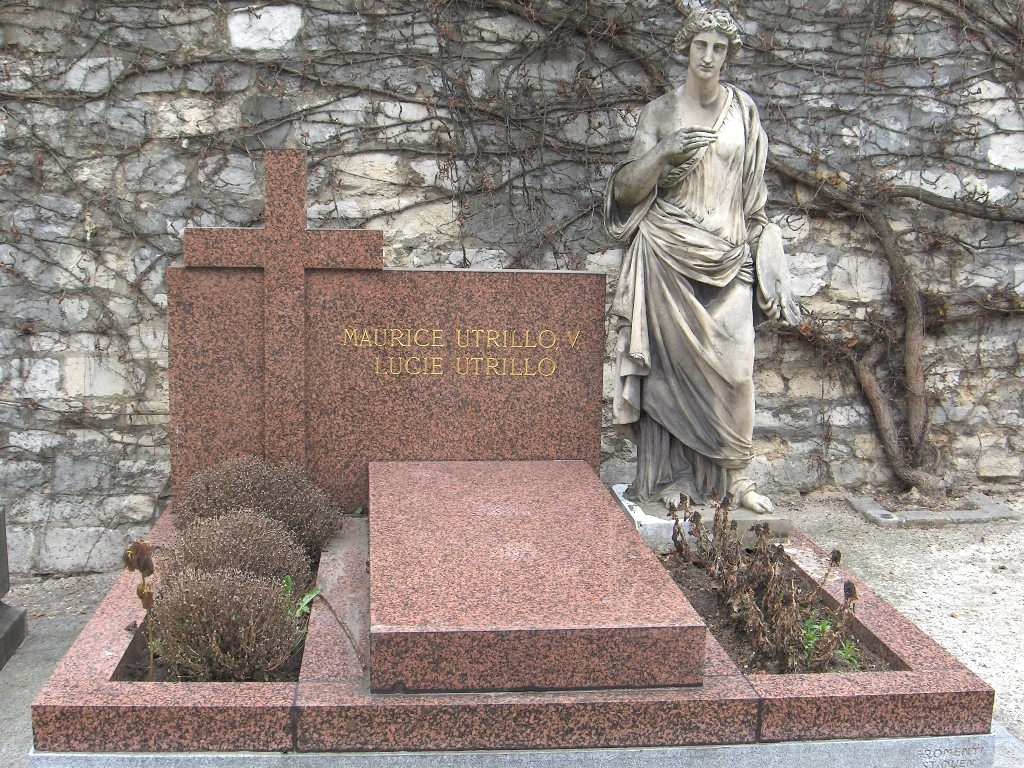
Tomba de Maurice Utrillo al Cementiri Saint-Vincent de Montmartre

Maurice Utrillo, nascut Maurice Valadon, (París, 25 de desembre de 1883 - Dacs, Les Landes, Occitània, 5 de novembre de 1955) va ser un pintor francès especialitzat en els paisatges urbans. Nascut en el barri parisenc de Montmartre, Utrillo n'és un dels pintors més famosos.

## Biografia
Utrillo va nàixer el dia de Nadal de 1883. Era fill de l'artista Suzanne Valadon (nascuda Marie-Clémentine Valade), que llavors era una model d'artistes de divuit anys. Sa mare mai no va revelar qui era el pare de l'infant; tot i que s'ha especulat que podria haver estat un jove pintor aficionat anomenat Boissy, o el reeixit pintor Pierre-Cécile Puvis de Chavannes. L'any 1891, l'enginyer, marxant d'art i artista català Miquel Utrillo i Morlius, el qual havia sigut amant de la Valadon, va signar un document legal reconeixent-ne la paternitat, tot i que existeixen dubtes que fóra el veritable pare de l'infant.
Valadon, que havia esdevingut model després que una caiguda des d'un trapezi posara fi a la seua carrera com a acròbata de Circ, va adonar-se que treballar com a model per a Berthe Morisot, Pierre-Auguste Renoir, Henri de Toulouse-Lautrec, entre d'altres, li proporcionava l'oportunitat d'estudiar llurs tècniques. Va exercitar la pintura, i quan Toulouse-Lautrec li va presentar Edgar Degas, aquest va esdevenir el seu mentor. Eventualment esdevingué amant d'alguns dels artistes per als quals va posar.
La mare va fer-se càrrec completament de l'educació del seu fill, qui per altra banda va mostrar aviat una preocupant tendència vers la desobediència i l'alcoholisme. Quan se li va declarar, als vint-i-un anys, una malaltia nerviosa, sa mare el va encoratjar perquè començara a pintar. Ben aviat va mostrar un veritable talent artístic. Amb els únics ensenyaments que rebia de sa mare, va dibuixar i pintar el que veia a Montmartre. A partir de 1910 la seua obra va atreure l'atenció dels crítics, i l'any 1920 ja havia esdevingut una figura llegendària i les seues obres s'havien difós internacionalment. L'any 1928, el govern francès el va condecorar amb la creu de la Legió d'Honor. Tanmateix, a causa dels seus trastorns mentals, va haver de ser internat en sanatoris en repetides ocasions al llarg de la seua vida.
A meitat de la seua vida, Utrillo va esdevenir ferventment religiós i l'any 1935, a l'edat de 52 anys, va casar-se amb Lucie Valore i es va mudar a Le Vesinet, als afores de París. En aquesta època, es trobava massa malalt com per a pintar a l'aire lliure i, per tant, pintava els paisatges que veia des de les finestres de casa, o de memòria.
Tot i patir d'alcoholisme, va superar els setanta anys. Va morir el 5 de novembre de 1955 a l'Hotel Splendide de Dacs, Les Landes, Occitània, el 5 de novembre de 1955 i va ser sepultat al Cementeri Saint-Vincent de Montmartre.

## Obres destacades
- Notre-Dame
- Església de Clignancourt
- L'Ajuntament de la bandera[5]